# Bruno von Niessen
Bruno Alexander Ernst von Niessen (* 5. März 1902 in Wiesbaden; † 5. Januar 1981 in Bonn) war ein deutscher Musiker, Regisseur und Opernintendant.

## Leben
Bruno von Niessen wurde als Sohn des Arztes Max von Niessen und seiner Ehefrau Elwine geboren. Nach dem Besuch eines Gymnasiums in Wiesbaden schloss sich 1922 ein Studium der Musiktheorie an der Akademie für Tonkunst in München bei Joseph Haas an. Es folgte privater Unterricht bei Elly Ney (Klavier) und Hugo Grüters (Musiktheorie) in Bonn und bei Franz Mannstädt in Wiesbaden. Erste Theatererfahrungen sammelte er von 1924 bis 1926 als Korrepetitor und Regieassistent an der Staatsoper Dresden und von 1926 bis 1933 als Dramaturg und Regisseur an den Städtischen Bühnen Hannover. Danach war er von 1933 bis 1937 als Regisseur in Berlin an der Städtischen Oper, der Staatsoper Unter den Linden und der Volksoper tätig. Ab 1937 übernahm er Intendanzen an der Pfalzoper Kaiserslautern und dem Gautheater Saarpfalz in Saarbrücken.
Gastinszenierungen führten ihn ab 1930 unter anderem an Opernhäuser in  Amsterdam, Paris, Helsinki und Dublin.
In der Zeit des Dritten Reiches übte er ab 1935 auch die Funktion des Opernreferenten der Reichstheaterkammer aus.
Im Jahr 1955 wurde er als Generalintendant an die Städtischen Bühnen Münster berufen. Dieses Amt musste er 1957 jedoch auf Grund einer Erkrankung aufgeben.